# Anh đào hân hoan

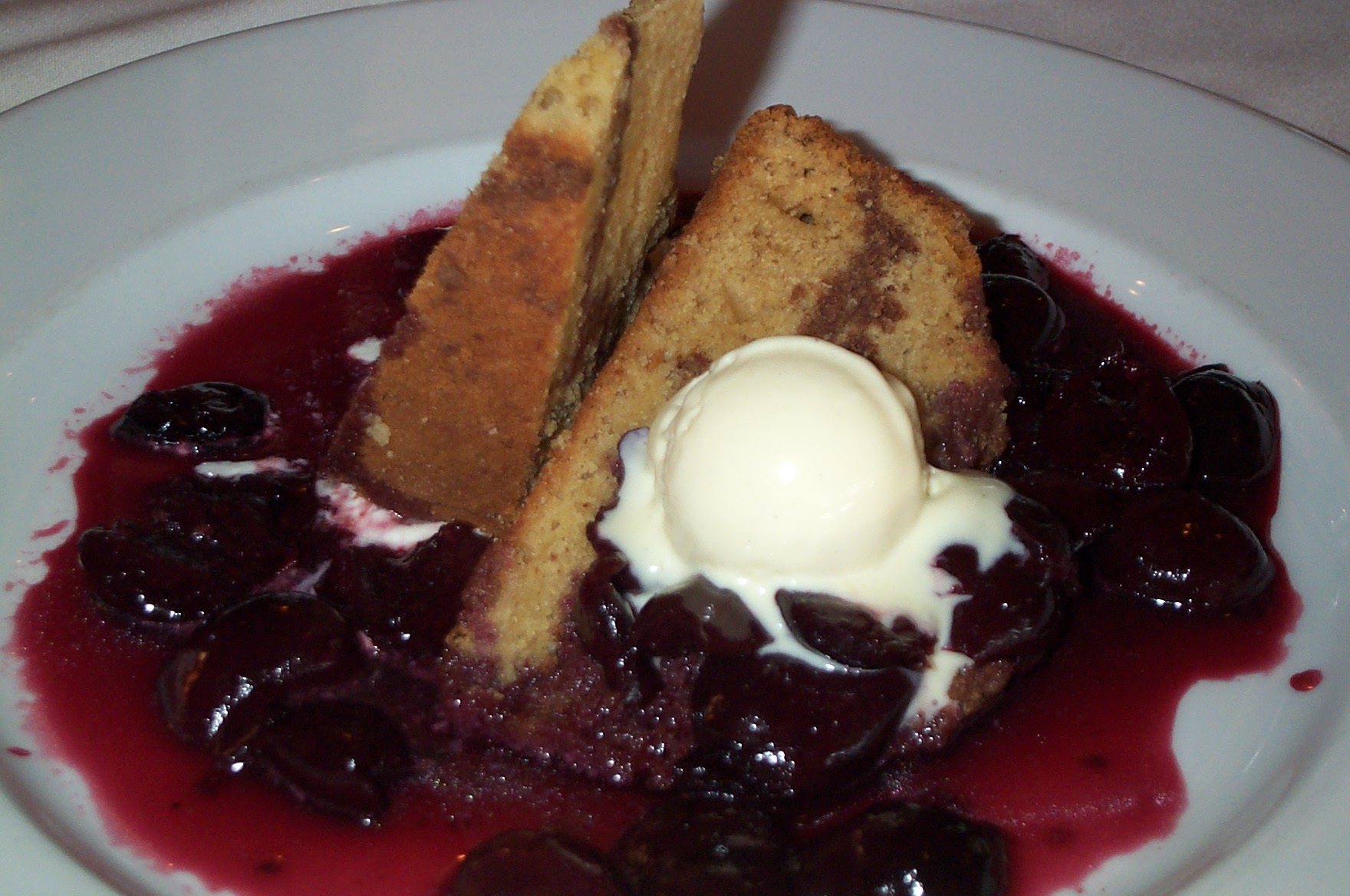
Anh đào hân hoan

Anh đào hân hoan (tiếng Anh: Cherries jubilee) là món tráng miệng được làm từ anh đào và rượu mùi (thường là kirschwasser), vốn chế biến theo kiểu đốt cồn bên cạnh bàn ăn, và thường được dùng làm nước sốt trên kem vani.
Công thức làm ra món này thường được ghi nhận là của bếp trưởng Auguste Escoffier, chuẩn bị dành cho một trong những buổi lễ mừng 60 năm trị vì của Nữ vương Victoria, mà nhiều người cho là Đại lễ Kim Cương năm 1897.